# Coley Glacier
Coley Glacier är en glaciär i Antarktis. Den ligger i Västantarktis. Argentina, Chile och Storbritannien gör anspråk på området. Coley Glacier ligger 236 meter över havet.
Terrängen runt Coley Glacier är huvudsakligen kuperad, men västerut är den bergig. Trakten är obefolkad. Det finns inga samhällen i närheten. 